# برلين (نيوهامشير)
برلين (بالإنجليزية: Berlin, New Hampshire)‏ هي مدينة تقع في الولايات المتحدة في مقاطعة كوس (نيوهامشير). يقدر عدد سكانها بـ 10,051 نسمة وترتفع عن سطح البحر 310.9 متر.

## التركيبة السكانية
حدّد مكتب تعداد الولايات المتحدة بيانات التركيبة السكانية لبرلين في تعداد الولايات المتحدة. في ما يلي، التركيبة السكانية حسب تعدادي 2000 و2010.

### تعداد عام 2000
بلغ عدد سكان برلين 10,331 نسمة بحسب تعداد عام 2000، وبلغ عدد الأسر 4,555 أسرة وعدد العائلات 2,902 عائلة مقيمة في المدينة. في حين سجلت الكثافة السكانية 64.1 نسمة لكل كيلومتر مربع (166.0/ميل2). وبلغ عدد الوحدات السكنية 5,111 وحدة بمتوسط كثافة قدره 31.7 لكل كيلومتر مربع (82.1/ميل2).
وتوزع التركيب العرقي للمدينة بنسبة 98.25% من البيض و0.18% من الأمريكيين الأفارقة و0.23% من الأمريكيين الأصليين و0.37% من الأمريكيين ذوي الأصول الآسيوية و0.01% من سكان جزر المحيط الهادئ و0.15% من الأعراق الأخرى و0.80% من عرقين مختلطين أو أكثر و0.66% من الهسبانيون أو اللاتينيون من أي عرق.
بلغ عدد الأسر 4,555 أسرة كانت نسبة 27.7% منها لديها أطفال تحت سن الثامنة عشر تعيش معهم، وبلغت نسبة الأزواج القاطنين مع بعضهم البعض 48.6% من أصل المجموع الكلي للأسر، ونسبة 10.8% من الأسر كان لديها معيلات من الإناث دون وجود شريك،  بينما كانت نسبة 4.3% من الأسر لديها معيلون من الذكور دون وجود شريكة وكانت نسبة 36.3% من غير العائلات. تألفت نسبة 31.8% من أصل جميع الأسر من عدة أفراد يعيشون في نفس المنزل ونسبة 17.4% كانت تتألف من شخص يعيش بمفرده يبلغ من العمر 65 عاماً أو أكثر. وبلغ متوسط حجم الأسرة المعيشية 2.22، أما متوسط حجم العائلات فبلغ 2.74.
بلغ العمر الوسطي للسكان 42.5 عاماً. وكانت نسبة 21.2% من القاطنين تحت سن الثامنة عشر، وكانت نسبة 6.5% بين الثامنة عشر والرابعة والعشرين عاماً، ونسبة 26.5% كانت واقعةً في الفئة العمرية ما بين الخامسة والعشرين والرابعة والأربعين عاماً، ونسبة 22.9% كانت ما بين الخامسة والأربعين والرابعة والستين، ونسبة 20.9% كانت ضمن فئة الخامسة والستين عاماً فما فوق. يوجد لكل 100 أنثى 92.7 ذكر، ويوجد لكل 100 أنثى في الثامنة عشر من عمرها فما فوق 87.6 ذكر.
بلغ متوسط دخل الأسرة في المدينة 29,647 دولارًا، أما متوسط دخل العائلة فبلغ 38,750 دولارًا. وكان متوسط دخل الذكور 33,190 دولارًا مقابل 21,156 دولارًا للإناث. وسجل دخل الفرد الخاص بالمدينة 15,780 دولارًا. وكانت نسبة 9.1% من العائلات ونسبة 12.4% من السكان تحت خط الفقر، وكان من هؤلاء نسبة 14.6% تحت سن الثامنة عشر ونسبة 12.4% في الخامسة والستين من العمر وما فوق.

### تعداد عام 2010
بلغ عدد سكان برلين 10,051 نسمة بحسب تعداد عام 2010، وبلغ عدد الأسر 4,178 أسرة وعدد العائلات 2,515 عائلة مقيمة في المدينة. في حين سجلت الكثافة السكانية 62.4 نسمة لكل كيلومتر مربع (161.6/ميل2). وبلغ عدد الوحدات السكنية 4,910 وحدة بمتوسط كثافة قدره 30.5 لكل كيلومتر مربع (79.0/ميل2).
وتوزع التركيب العرقي للمدينة بنسبة 96.54% من البيض و0.81% من الأمريكيين الأفارقة و0.39% من الأمريكيين الأصليين و0.28% من الأمريكيين ذوي الأصول الآسيوية و0.22% من الأعراق الأخرى و1.77% من عرقين مختلطين أو أكثر و1.51% من الهسبانيون أو اللاتينيون من أي عرق.
بلغ عدد الأسر 4,178 أسرة كانت نسبة 25.8% منها لديها أطفال تحت سن الثامنة عشر تعيش معهم، وبلغت نسبة الأزواج القاطنين مع بعضهم البعض 43.2% من أصل المجموع الكلي للأسر، ونسبة 11.8% من الأسر كان لديها معيلات من الإناث دون وجود شريك،  بينما كانت نسبة 5.2% من الأسر لديها معيلون من الذكور دون وجود شريكة وكانت نسبة 39.8% من غير العائلات. تألفت نسبة 33.3% من أصل جميع الأسر من عدة أفراد يعيشون في نفس المنزل ونسبة 15.2% كانت تتألف من شخص يعيش بمفرده يبلغ من العمر 65 عاماً أو أكثر. وبلغ متوسط حجم الأسرة المعيشية 2.18، أما متوسط حجم العائلات فبلغ 2.71.
بلغ العمر الوسطي للسكان 44.7 عاماً. وكانت نسبة 18.4% من القاطنين تحت سن الثامنة عشر، وكانت نسبة 7.7% بين الثامنة عشر والرابعة والعشرين عاماً، ونسبة 24.4% كانت واقعةً في الفئة العمرية ما بين الخامسة والعشرين والرابعة والأربعين عاماً، ونسبة 29.5% كانت ما بين الخامسة والأربعين والرابعة والستين، ونسبة 20% كانت ضمن فئة الخامسة والستين عاماً فما فوق. وتوزع التركيب الجنسي للسكان بنسبة 52.8% ذكور و47.2% إناث.

## أعلام
- جيمس إتش هورن
- روبرت ريد
- ليو كودي
- إيفا ستيوارت
- بوب سافاج
- ميخائيل دورانت
- لويل ريد